# Eisenquelle (Wonfurt)
Koordinaten: 50° 1′ 24,5″ N, 10° 28′ 39,2″ O
Die Eisenquelle oder Rote Quelle ist eine als Naturdenkmal ausgewiesene Mineralquelle bei Wonfurt im Landkreis Haßberge in Bayern.

## Beschreibung

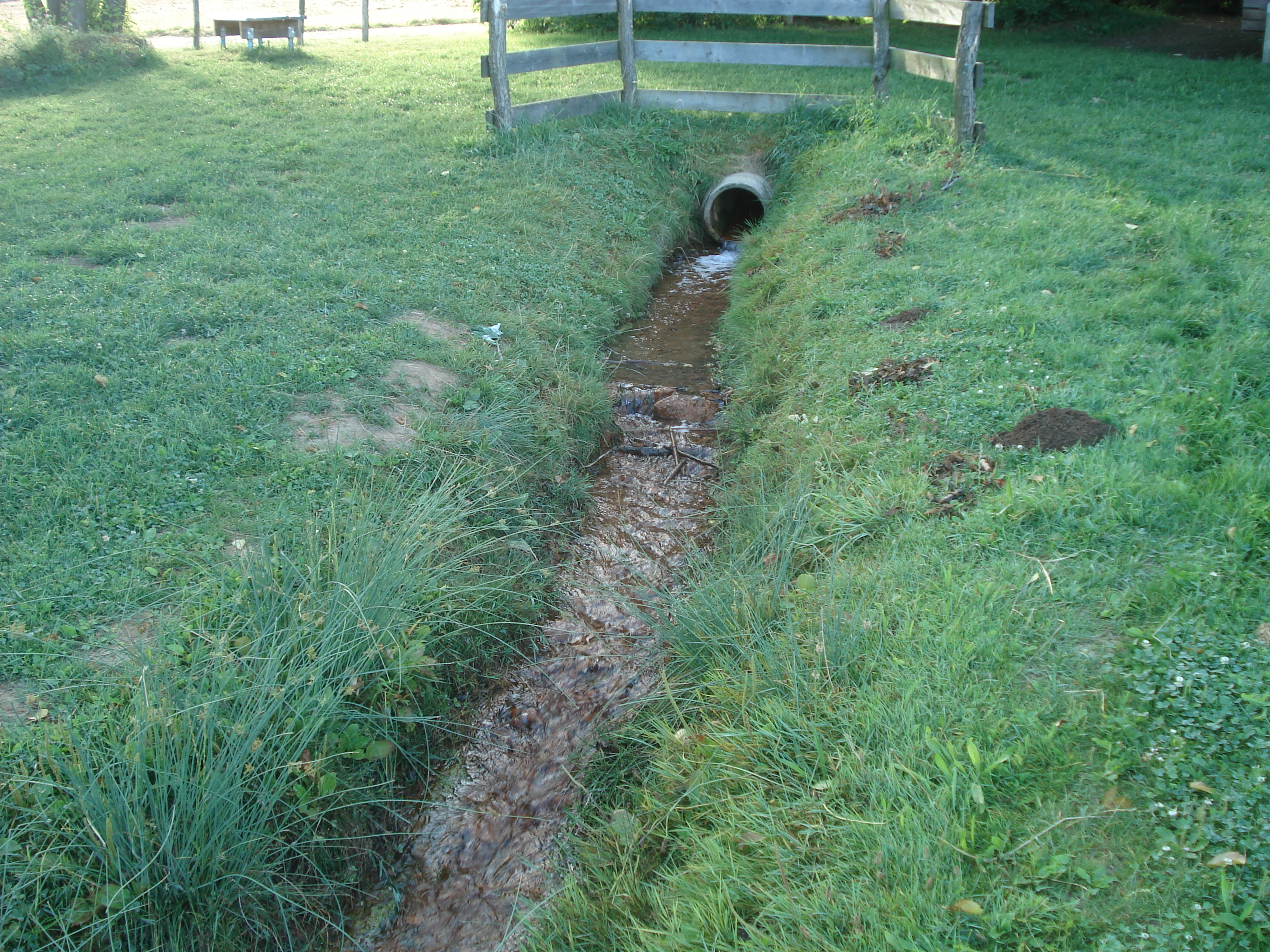
Der abfließende Bach

Die Eisenquelle liegt an den Ausläufern des nördlichen Steigerwalds nordöstlich von Wonfurt am linken Mainufer auf 216 m ü. NN. Es ist ein Quelltrichter, der durch Kalktuffablagerungen erhöht ist. Den Mineralgehalt der durchschnittlich etwa 15 l/s schüttenden Quelle tragen Tiefenwässer ein, die an einer Störung aus dem Mittleren Muschelkalk aufsteigen können. Der entspringende Bach wird in ein Becken zum Wassertreten geleitet und mündet nach etwa 250 m in den Main. Im Bett des abfließenden Bachlaufs lagert sich rotes Eisenhydroxid ab.
Die Eisenquelle ist vom Bayerischen Landesamt für Umwelt als besonders wertvolles Geotop (Geotop-Nummer: 674Q001) ausgewiesen.